# 村田新八
村田 新八（むらた しんぱち、天保7年11月3日（1836年12月10日） - 明治10年（1877年）9月24日）は、日本の武士（薩摩藩士）・政治家。

## 経歴

### 薩摩藩士時代

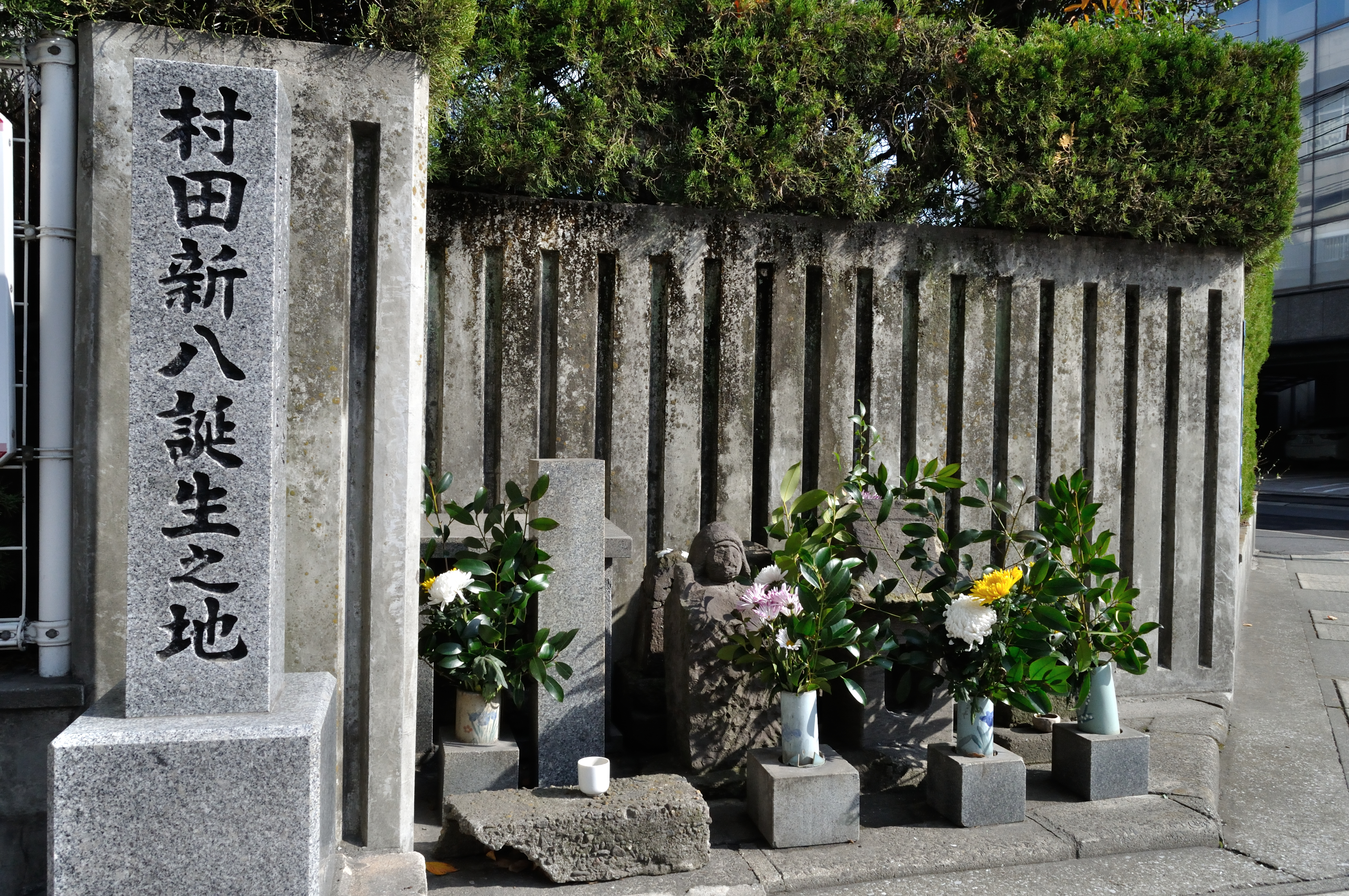
生誕地（鹿児島中央高校前）

天保7年（1836年）11月3日、薩摩国鹿児島城下に、薩摩藩士（新番・父親の八郎は一代小番）・高橋八郎（良中）の三男として生まれた。安政5年（1858年）か6年（1859年）頃に村田十蔵（経典）の長女と結婚したが、十蔵には男子がなかったため養子となり万延2年（1861年）3月に藩から許可を得ている。初めの名は経麿、のち経満（つねみつ）に改む。通称を新八という。新八には三男一女あり、長男の岩熊は西南戦争に従軍して田原坂で戦死、次男の二蔵は鹿児島に戻る途中で負傷したが、命をつないだ。父方の親類は英学者の高橋新吉で、親しかった。
村田は年少のときから西郷隆盛に兄事し、尊王の志を抱いた。文久2年（1862年）3月10日、熊本藩士・宮部鼎蔵らが入薩しようとしたとき、有馬新七らと市来駅で宮部らと会して時事を談じ、入薩を断念させた。この後に島津久光進発に先立って上京した西郷・村田と森山新蔵は諸藩の情勢を探っていたが、真木保臣・有馬新七らの京都挙兵（寺田屋騒動）を煽動したと久光から疑われ、呼び戻されて西郷は徳之島（再命で沖永良部島へ変更）へ、村田は喜界島（薩摩硫黄島（鬼界ヶ島）ではない）へ遠島された。このとき喜界島への航海の様子を記した「宇留満乃日記」は今も残っている。
元治元年（1864年）、赦免された西郷は途中、喜界島へ寄って同じく赦免された村田と共に鹿児島へ帰った。
村田は、同年7月に起こった禁門の変（蛤御門の変）では薩摩藩兵の一隊を率いた。その際、長州藩兵が天龍寺に立て籠もったので村田率いる薩摩藩兵は幕府軍と共に天龍寺を攻める構えを見せた。すると、長州藩兵は天龍寺から退去した。それを見た村田の隊は天龍寺に突入し、境内を略奪するなど荒らしまわり、最後に大砲を打ち込んで天龍寺を全焼させている。
慶応2年（1866年）1月4日、黒田清隆が薩長同盟のために長州藩士の木戸孝允・三好重臣・品川弥二郎・土佐浪士田中光顕らを伴って上京したとき、西郷に従い伏見に出迎えた。同年7月、黒田らと山口に赴いた村田は、長州藩主・毛利敬親に謁し、黒田と別れた後の29日、伊藤博文らとともに長崎を出航して上海を訪問し、帰国後に帰藩した。慶応3年（1867年）7月7日、薩土盟約の事情を記した西郷の書簡を持って山口を訪れ、帰りに品川弥二郎・世良修蔵を伴って上京した。同年10月、西郷の王政復古論で藩論が統一すると、村田は中岡慎太郎らと大村藩・平戸藩などを遊説し、馬関で坂本龍馬・伊藤博文らと会し、毛利公に謁見したのちに上京した。12月4日、黒田清隆・山田顕義と同行して京都より西宮に至り、王政復古の発令が近いことを長州藩兵に告げた。12月11日、山野田一輔らと二条城下を通り過ぎたとき、新撰組の隊士と衝突し、山野田が1名を斬り、村田らは微傷を負ったが、これを退けた。この時の負傷で、村田は少なくても12月27日までは藩の養病局（病院）にいた。そのために戊辰戦争において軍功が立てられず、その後の村田の出世に影響を与えた可能性がある。
村田は、戊辰戦争開始時（明治元年（1868年））は遊撃二番小隊の監軍であり、鳥羽・伏見の戦いのときは御台所御門の警備をしていたが、のちに淀の戦い・八幡の戦い・受け取り・姫路進撃（姫路藩が降伏したので、明石まで行って帰る）などにも出陣した。東海道軍東上前の編成替えで城下二番小隊の隊長になった。しかし、西郷の幕下にいたらしく、監軍の辺見十郎太が代理の隊長をつとめることが多かった。2月12日に東征大総督府の下参謀となった西郷は、中村半次郎（一番小隊長）・村田新八（二番小隊長）・篠原国幹（三番小隊長）らで構成される先鋒隊を指揮して2月25日に駿府、27日に小田原へ進んだ。東海道の要衝箱根を占領したのち、西郷は静岡へ引き返し、ここで輪王寺宮公現法親王（北白川宮能久親王）の和解請願の使者を退け、幕臣・山岡鉄舟と会談した。次いで江戸へのぼった西郷は勝海舟と江戸開城交渉のための会談をした。この間、村田は小隊を率いて、西郷に随従するとともに、会談を護衛した。上野戦争の後は二番小隊を率いて東山道軍の応援に赴き、5月26日の白河奪還戦（棚倉口を担当）、二本松戦を経て、会津若松城攻囲戦に参加した。

### 明治新政府
明治2年（1869年）9月27日、村田は率兵上京する島津忠義に随行した。この時は忠義の身辺警護が役目だったようであり、東京滞在中は明治天皇への謁見、天璋院訪問などに付き従い、11月24日に忠義と共に帰国の途につく。しかし、他用ができたようで一時離脱し、12月16日に合流、長州に立ち寄って12月24日に鹿児島に着いた。
明治3年（1870年）2月13日、大山巌らとともに西郷隆盛に随従して長州藩に赴き、奇兵隊脱隊騒動の状を視察し、藩知事・毛利広封に謁見した。同年末、西郷が東上しての大政改革を決意したとき、西郷の命で京都の春日潜庵のもとへ派遣され、時務に関する12箇条を得て復命した。
明治4年（1871年）、村田は西郷の推挙で宮内大丞に任命された。この年、条約改正のために全権大使・岩倉具視が派遣されることになり、その使節団の一員に新八も加わって欧米視察に出発した。明治5年（1872年）に今年中に帰国するようにという命令が出るが、他の理事官及びその随行があくまでも現職のまま帰国延長を申し出る中、村田は辞職して自費留学に切り替えた。
明治7年（1874年）1月ごろ、ヨーロッパから帰国。すでに明治六年政変で西郷隆盛が下野して帰郷した後であり、村田は大久保利通や黒田清隆などと面談、西郷の意見も確かめるために鹿児島へ帰った。帰郷した村田新八は、高橋新吉へ鹿児島は思っていたよりも険悪な雰囲気であり、かつ「西郷とは離るべからざる関繫」だから西郷と進退を共にすると手紙で知らせた。その後、不平不満を持つ鹿児島県士族らを統率するために桐野利秋・篠原国幹らと私学校を創立して、砲隊学校の監督となった。

### 西南戦争
明治10年（1877年）1月、熊本の士池辺吉十郎・佐々友房と会った。このとき、村田は西郷を首相たらしめんとの抱負を開陳した。2月6日、弾薬庫襲撃事件と中原尚雄の西郷刺殺計画への対処についての私学校本部での大評定が開かれ、出兵が決定されたが、村田は黙然としていて積極的に発言しなかった。2月7日、私学校本部に薩軍の本営が設置され、2月13日、大隊の編制がおこなわれた。このとき、桐野利秋が四番大隊指揮長兼総司令となり、村田は二番大隊指揮長になった。
2月20日、先発した別府晋介の部隊が川尻に着し、熊本鎮台偵察隊と衝突し、西南戦争（西南の役）の実戦が開始された。21日、相次いで到着した薩軍の大隊は熊本鎮台を包囲攻撃した。村田は篠原国幹・別府晋介とともに背面軍を指揮したが、熊本城は堅城ですぐには陥ちなかった。本営軍議で桐野・篠原らが主張する全軍攻城論と池上四郎・野村忍介・西郷小兵衛らが主張する分進論が対立し、軍議が長引いている間に、政府軍の第一旅団（野津鎮雄）・第二旅団（三好重臣）の南下が始まった。これに対処するために、熊本城攻囲を池上にまかせ、永山弥一郎に海岸線を抑えさせ、桐野利秋（三箇小隊）は山鹿へ、篠原国幹（六箇小隊）は田原へ進出し、村田は別府晋介とともに五箇小隊を率いて木留に出張本営を設け、政府軍を挟撃し、高瀬を占領しようとした。以後1か月余り、互いに勝敗があって戦線が膠着したが、徐々に政府軍に押されて後退した。
3月20日、田原坂の戦いに敗れ、次いで4月8日の安政橋口の戦いで敗れて政府南下軍と背面軍・熊本鎮台軍に挟撃される形になった薩軍（党薩各派を含む）は4月14日、熊本城の囲みを解いて木山に退却した。次いで4月21日、矢部浜町に退却し、中隊に編制替えしたとき、村田は池上とともに本営詰となった。4月27日、西郷・村田・池上らは人吉まで退却した。翌日、江代に退却した桐野の主催で開かれた軍議で諸方面の部署を定め、中隊を各地に派遣した。政府軍の攻勢で人吉本営が危うくなると、村田は池上に西郷護衛隊を率いて宮崎の軍務所へ赴かせ、6月1日、自ら指揮して政府軍と戦ったが大敗した。この人吉の攻防戦は田原の戦いに次ぐ西南戦争の節目といわれる。
6月17日、村田新八は小林に拠り、振武隊、破竹隊、行進隊、佐土原隊の約1,000名を原田・上江・今西・池島などに配備し、これより1か月近く山田顕義率いる別働第二旅団と川内川を挟んで対峙し、小戦を繰り返した。7月10日、別働第二旅団と第二旅団（三好重臣）が加久藤・飯野に全面攻撃を加えてきたので、配下の諸隊は高原麓、野尻に退却した。11日、小林が陥落した。7月17日と21日、掘与八郎が都城、高城および庄内の薩軍（1,000余名）を率いて高原麓奪還のために政府軍と激戦をしたが、攻勢は失敗し、庄内、谷頭へ退却した。7月24日、村田が指揮していた都城方面の部隊が政府軍六箇旅団と戦って大敗し、都城が陥落したので、村田は宮崎へ退いた。7月31日、村田は宮崎の戦いで諸軍を指揮したが敗れたので、さらに北上した。8月3日、桐野は平岩、村田は富高新町、池上は延岡にあって諸軍を指揮したが、美々津の戦で敗れた。
8月13日、14日、桐野・村田・池上らは長井村から来て延岡進撃を部署し、本道で指揮したが、延岡の戦いで別働第二旅団・第三旅団・第四旅団・新撰旅団・第一旅団に敗れ、延岡から総退却して和田峠に依った。8月15日、和田峠を中心に布陣し、政府軍と西南の役最後の大戦を試みた。早朝、西郷隆盛自ら桐野・村田・池上・別府らを随えて和田峠頂上で指揮したが、大敗して延岡の回復はならず、長井村へ退いた。これを追って政府軍は長井包囲網をつくった。8月17日夜12時頃、西郷に従い、可愛岳（えのたけ）を突囲した。突囲軍は精鋭300～500名で、前軍は河野主一郎・辺見十郎太、中軍は桐野・村田、後軍は中島健彦・貴島清が率い、池上と別府が約60名を率いて西郷を警護した。この後、宮崎・鹿児島の山岳部を踏破すること10余日、三田井を経て鹿児島へ帰った。

### 最期

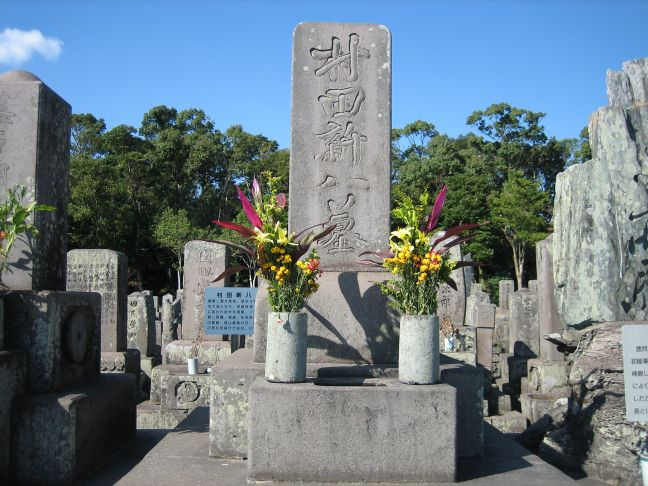
南洲墓地 村田の墓石

9月1日、突囲した薩軍が鹿児島に入り、城山を占拠した。一時、薩軍は鹿児島城下の大半を制したが、上陸展開した政府軍が9月3日に城下の大半を制し、9月6日には城山包囲態勢を完成させた。9月19日に山野田一輔・河野主一郎が西郷救命の軍使となって参軍川村純義のもとに出向く前、村田と池上はその相談に与った。 9月24日、政府軍が城山を総攻撃したとき、西郷隆盛・桐野利秋・桂久武・村田新八・池上四郎・別府晋介・辺見十郎太ら40余名は洞前に整列し、岩崎口に進撃した。途中で西郷が被弾し、島津応吉久能邸門前にて別府の介錯で自決すると、跪いて西郷の自決を見届けた村田らはさらに進撃し、岩崎口の一塁に籠もって交戦した。このとき村田は自決した。享年42。

## 人物
- 明治10年以降、賊軍の将として遇されたが、大正5年（1916年）4月11日に従五位を追贈されて[9]名誉回復した。
- 禁門の変では、天龍寺に立て籠もった長州軍が退去した後、什器を略奪。その後に大砲を撃ちかけて一帯を放火した。由利滴水はこれに怒り「勅命か、村田の一存か」と詰問したところ傲然と勅命なりと返事をした。
- 『西南記伝』二番大隊将士伝に「新八、人と為り、状貌魁偉、身長六尺、眼光炯々（けいけい）人を射る、而も挙止深沈にして大度あり。西郷隆盛曾て篠崎五郎に謂て曰く『村田新八は、智仁勇の三徳を兼備したる士なり。諸君宜しく斯人を模範と為すべし』と。十年の役、軍議ある毎に、諸将会するや、隆盛先づ問て曰く『新八在らざる乎』と、西郷の為に推重せらるゝや、此の如し」と評している。
- 勝海舟は村田を「彼は大久保利通に亜ぐの傑物なり。惜哉、雄志を齎（もたら）して非命に斃れたることを」と評している。
- 平生、美術を愛し、また音楽を好んだ。家にいるときはいつも風琴（アコーデオンないしコンサーティーナ）を携え、容易に手を離さなかったようで、西南戦争従軍中も常に持ち歩いていたという[注釈 4]。また、和歌も漢詩もつくる才人で、多くの作品や書簡が残っている。

## 登場作品
小説
- 伊東潤『武士の碑』（2015年、PHP研究所）

- 林真理子『西郷どん!』（2017年、KADOKAWA）

テレビドラマ
- 『命もいらず名もいらず〜西郷隆盛伝〜』 (1977年、TBS　演：有川博)
- 『田原坂』 (1987年、日本テレビ　演：三浦浩一)
- 『翔ぶが如く』（1990年、NHK大河ドラマ 演：益岡徹）
- 『西郷どん』（2018年、NHK大河ドラマ 演：堀井新太）

映画
- 『半次郎』（2010年9月　演：坂上忍）